# После наступления темноты, моя дорогая
«После наступления темноты, моя дорогая» (другое название «Когда стемнеет, моя дорогая», англ. After Dark, My Sweet) — американская криминальная драма режиссёра Джеймса Фоули по одноимённому роману Джима Томпсона (1955). Премьера фильма состоялась 17 мая 1990 года на киноярмарке в Каннах. Участник кинофестиваля в Торонто (11 сентября 1990).

## Сюжет
Бывший боксёр Кевин Коллинз по прозвищу «Малыш» сбегает из больницы для душевнобольных. Однажды он знакомится с вдовой Фэй Андерсон, которая просит его помочь в восстановлении заброшенного поместья, оставшегося от её покойного мужа. Бывший частный детектив Гарретт Стокер по прозвищу «Дядюшка Бад» предлагает похитить одного богатого наследника ради выкупа. Кевину предстоит выбор между преданностью и правопорядочностью.

## В ролях
- Джейсон Патрик — Кевин «Малыш» Коллинз
- Рэйчел Уорд — Фэй Андерсон
- Брюс Дерн — Гарретт «Дядюшка Бад» Стокер
- Рокки Джордани — Берт
- Том Вагнер — продавец
- Майк Хэгерти — водитель грузовика
- Джеймс Э. Бауэн-мл. — второй шофёр
- Джордж Дикерсон — доктор Голдман
- Наполеон Уоллс — рефери
- Кори Кэрриер — Джек
- Джинни Мур — Нэнни
- Джеймс Коттон — Чарли
- Бёрк Бёрнс — полицейский

## Съёмочная группа
- Режиссёр-постановщик: Джеймс Фоули
- Сценаристы: Роберт Редлин, Джеймс Фоули
- Продюсеры: Кэри Брокау, Роберт Редлин, Рик Кидни
- Оператор: Марк Пламмер
- Композитор: Морис Жарр
- Монтажёр: Говард Э. Смит
- Художник-постановщик: Дэвид Брисбен
- Художник по костюмам: Хоуп Ханафин
- Гримёры: Фелисити Бауринг, Кен Диас
- Звукорежиссёр: Ли Хаксолл
- Спецэффекты: Гэри Цинк
- Визуальные эффекты: Брайан Джокам